# Брашевичский сельсовет
Брашевичский сельсовет — административная единица на территории Дрогичинского района Брестской области Республики Беларусь. Административный центр — агрогородок Брашевичи. 

## История
Образован в 1940 г.

## Состав
В состав сельсовета входят 1 агрогородок и 7 деревень:
| Населённый пункт | Статус      | СОАТО         | Координаты                      |
| ---------------- | ----------- | ------------- | ------------------------------- |
| Брашевичи        | агрогородок | 1 220 807 006 | 52°13′ с. ш. 25°01′ в. д.       |
| Вулька           | деревня     | 1 220 807 011 | 52°12′06″ с. ш. 25°00′09″ в. д. |
| Гумнище          | деревня     | 1 220 807 016 | 52°13′04″ с. ш. 24°57′36″ в. д. |
| Дымск            | деревня     | 1 220 807 021 | 52°13′27″ с. ш. 24°58′54″ в. д. |
| Завелевье        | деревня     | 1 220 807 026 | 52°12′34″ с. ш. 25°01′45″ в. д. |
| Пацы             | деревня     | 1 220 807 031 | 52°14′28″ с. ш. 24°57′38″ в. д. |
| Субботы          | деревня     | 1 220 807 036 | 52°15′04″ с. ш. 24°57′47″ в. д. |
| Цыбки            | деревня     | 1 220 807 041 | 52°14′10″ с. ш. 24°59′41″ в. д. |